# Чет Калвер
Честер Джон «Чет» Калвер (англ. Chester John «Chet» Culver; нар. 25 січня 1966, Вашингтон) — американський політик, що представляє Демократичну партію, 41-й губернатор штату Айова у 2007–2011 роках.

## Біографія

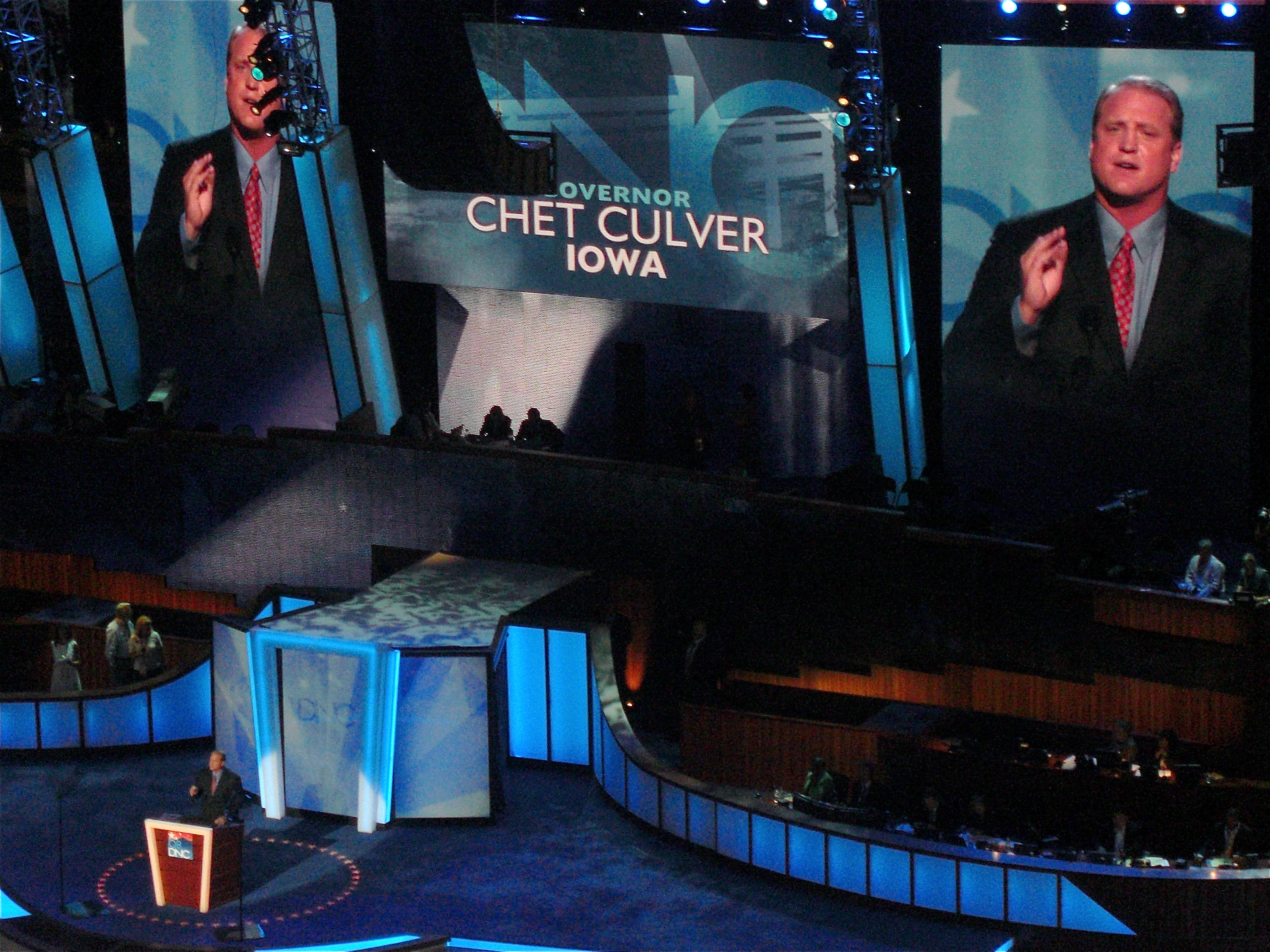
Чет Калвер на Національній конференції демократичної партії 2008 року у Денвері, Колорадо

Чет Калвер народився у Вашингтоні, його батько колишній член Палати представників (1965–1975) і сенатор США (1975–1981) Джон Калвер. Чет виходець не тільки з родини політиків, а й спортсменів: його батько грав у футбольній команді Гарварда, а його мати була чемпіонкою з дайвінгу. Після закінчення середньої школи у Бетесді, штат Мериленд Калвер отримав футбольну стипендію і продовжив навчання у Політехнічному університеті Вірджинії, який закінчив у 1988 році зі ступенем бакалавра з політології. Спортивна кар'єра для Чета завершилася після травми коліна. Він продовжив навчання й у 1994 році закінчив Університет Дрейка зі ступенем магістра.
Переїхавши до Айови Чет Калвер починає свою політичну кар'єру штатним співробітником відділення Демократичної партії США. Тут він працює з Бонні Кемпбелл під час її виборчої кампанії на посаду Генерального прокурора штату у 1990 році. Раніше Калвер працював лобістом під керівництвом її чоловіка. З 1991 по 1995 рік працював в офісі генерального прокурора адвокатом, захищаючи права споживачів і навколишнє середовище. У 1995 році Кемпбелл отримала призначення від Білла Клінтона у Міністерство юстиції США, після чого Калвер, вже володіючи ступенем магістра, влаштувався на роботу викладачем у Де-Мойні. Він викладав політичний устрій та історію спочатку у середній школі Рузвельта, а потім у середній школі Гувера.
У 1998 році Калвер успішно балотується на посаду секретаря штату Айова. На той момент йому було всього 32 роки, таким чином він став наймолодшим секретарем штату у США. Ця перемога відразу ж визначила для молодого й амбітного політика перспективи обійняти посаду губернатора, проте за свої два терміни значних успіхів не досяг. Калвер розчарував законодавців-республіканців, які добивалися змін у системі голосування і вони його гостро розкритикували. Крім того, він обурив республіканців затягуванням оголошення про перемогу президента Джорджа Буша на виборах 2004 року, у внаслідок чого штат став останнім, що визнав їх підсумки. На посаді секретаря штату створив Студентський політичний клуб Айови, безпартійну молодіжну організацію покликану підвищити громадянську активність молоді штату. Також він працював над вдосконаленням процесу голосування, з метою зробити його простіше для виборців і доступніше для інвалідів.
Чет Калвер брав участь у виборах губернатора у 2006 році і здобув перемогу. Тоді вперше після сесії 1965–1967 років демократи контролювали одночасно і виконавчу і законодавчу гілку влади штату Айова. Основними суперниками Калвера на право стати кандидатом у губернатори від Демократичної партії США були колишній директор Департаменту економічного розвитку штату Майк Блоуін і представник Ед Фаллон. Калвер виграв праймеріз Демократичної партії, набравши 39% голосів. Його суперником на загальних виборах 7 листопада 2006 став конгресмен-республіканець Джим Насслі. Калвер здобув перемогу, заручившись підтримкою 54% голосів виборців проти 44,6% у Насслі.
У 2010 році Калвер не зміг переобратися на другий губернаторський термін, програвши республіканцю Террі Бранстеду,